# Thor Agena D
Thor Agena D – podrodzina rakiet nośnych Thor tworzona przez trzy rakiety: Thor Agena D, Thor SLV-2 Agena D i Thor SLV-2A Agena D. Ostatnia z nich używana była przez Siły Powietrzne Stanów Zjednoczonych najczęściej, 61 razy. Używane w latach 1962–1968.

## Thor Agena D
Thor Agena D – podstawowy, dwuczłonowy wariant rakiety Thor Agena D.

### Chronologia startów
1. 28 czerwca 1962, 01:09 GMT; s/n 340-1151; miejsce startu: Vandenberg (LC 75-1-1), USA
Ładunek: Corona 45; Uwagi: start udany
2. 2 sierpnia 1962, 00:17 GMT; s/n 344-1152; miejsce startu: Vandenberg (LC 75-1-1), USA
Ładunek: Corona 48; Uwagi: start udany
3. 29 sierpnia 1962, 01:00 GMT; s/n 349-1153; miejsce startu: Vandenberg (LC 75-1-2), USA
Ładunek: Corona 49; Uwagi: start udany
4. 29 września 1962, 23:34:50 GMT; s/n 351-1154; miejsce startu: Vandenberg (LC 75-1-2), USA
Ładunek: Corona 52; Uwagi: start udany
5. 26 października 1962, 16:14 GMT; s/n 353-1401; miejsce startu: Vandenberg (LC 75-1-2), USA
Ładunek: Starfish Radiation 1; Uwagi: start udany
6. 4 grudnia 1962, 21:30 GMT; s/n 361-1155; miejsce startu: Vandenberg (LC 75-1-2), USA
Ładunek: Corona 57; Uwagi: start udany
7. 13 grudnia 1962, 04:07 GMT; s/n 365-2351; miejsce startu: Vandenberg (LC 75-1-1), USA
Ładunek: POPPY 1, Black Sphere, Injun 3, SURCAL 1A, SURCAL 2A, Calsphere 1A; Uwagi: start udany
8. 14 grudnia 1962, 21:26 GMT; s/n 368-1156; miejsce startu: Vandenberg (LC 75-3-5), USA
Ładunek: Corona 58; Uwagi: start udany
9. 7 stycznia 1963, 21:09:49 GMT; s/n 369-1157; miejsce startu: Vandenberg (LC 75-1-1), USA
Ładunek: Corona 59; Uwagi: start udany
10. 1 kwietnia 1963, 23:01 GMT; s/n 376-1160; miejsce startu: Vandenberg (LC 75-3-5), USA
Ładunek: Corona 62; Uwagi: start udany
11. 26 kwietnia 1963, 20:13 GMT; s/n 372-1411; miejsce startu: Vandenberg (LC 75-1-1), USA
Ładunek: Corona 63; Uwagi: start nieudany – usterka czujników położenia
12. 15 czerwca 1963, 14:29 GMT; s/n 378-2353; miejsce startu: Vandenberg (LC 75-1-1), USA
Ładunek: SURCAL 1C, LOFTI 2A, Solrad 6A, RADOSE 112, FTV-1292; Uwagi: start udany
13. 19 lipca 1963, 00:00 GMT; s/n 388-1412; miejsce startu: Vandenberg (LC 75-1-1), USA
Ładunek: Corona 67; Uwagi: start udany

## Thor SLV-2A Agena D
Thor SLV-2A Agena D – najczęściej i najdłużej używany wariant rakiety Thor Agena D, tzw. Thurst Augmented Thor, czyli Thor o wzmocnionym ciągu (wyposażono go w 3 dodatkowe rakiety na paliwo stałe i zmodyfikowany człon główny).

### Chronologia startów

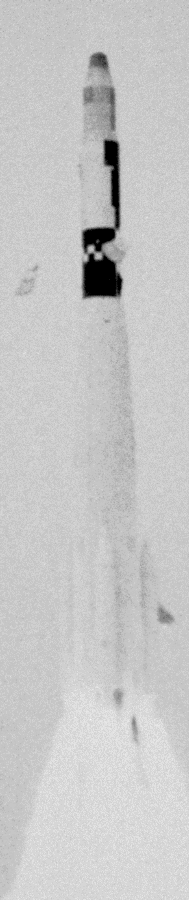
Nieudany start rakiety Thor SLV-2A Agena D z satelitą wywiadowczym Corona 108, który otrzymał oznaczenie 1966-F05.

1. 28 lutego 1963, 21:48 GMT; s/n 354-1159; miejsce startu: Vandenberg (LC 75-3-5), USA
Ładunek: Corona 60; Uwagi: start nieudany – rakieta nie posiadała dodatkowych członów na paliwo stałe
2. 18 marca 1963, 21:13 GMT; s/n 360-1164; miejsce startu: Vandenberg (LC 75-3-4), USA
Ładunek: Corona 61, P-11; Uwagi: start nieudany – rakieta nie posiadała dodatkowych członów na paliwo stałe
3. 18 maja 1963, 22:21 GMT; s/n 364-1165; miejsce startu: Vandenberg (LC 75-3-5), USA
Ładunek: Corona 64; Uwagi: start udany
4. 12 czerwca 1963, 23:58 GMT; s/n 362-1161; miejsce startu: Vandenberg (LC 75-3-4), USA
Ładunek: Corona 65; Uwagi: start udany
5. 27 czerwca 1963, 00:37 GMT; s/n 381-1166; miejsce startu: Vandenberg (LC 75-1-2), USA
Ładunek: Corona 66, Hitchhiker 1; Uwagi: start udany
6. 31 lipca 1963, 00:00 GMT; s/n 382-1167; miejsce startu: Vandenberg (LC 75-1-2), USA
Ładunek: Corona 68; Uwagi: start udany
7. 25 sierpnia 1963, 00:30 GMT; s/n 377-1162; miejsce startu: Vandenberg (LC 75-3-4), USA
Ładunek: Corona 69; Uwagi: start udany
8. 23 września 1963, 23:00 GMT; s/n 383-1163; miejsce startu: Vandenberg (LC 75-1-2), USA
Ładunek: Corona 71, LAMPO; Uwagi: start udany
9. 29 października 1963, 21:19 GMT; s/n 386-1601; miejsce startu: Vandenberg (LC 75-3-4), USA
Ładunek: Corona 72, Hitchhiker 2; Uwagi: start udany
10. 21 grudnia 1963, 21:45 GMT; s/n 398-1168; miejsce startu: Vandenberg (LC 75-1-2), USA
Ładunek: Corona 75, Hitchhiker 3; Uwagi: start udany
11. 11 stycznia 1964, 20:07 GMT; s/n 390-2354; miejsce startu: Vandenberg (LC 75-3-5), USA
Ładunek: GGSE 1, SECOR 1. Solrad 7A, GRAB 5; Uwagi: start udany
12. 15 lutego 1964, 21:38 GMT; s/n 389-1174; miejsce startu: Vandenberg (LC 75-3-4), USA
Ładunek: Corona 76; Uwagi: start udany
13. 28 lutego 1964, 03:30 GMT; s/n 402-2316; miejsce startu: Vandenberg (LC 75-3-5), USA
Ładunek: Ferret 5; Uwagi: start udany
14. 24 marca 1964, 22:22 GMT; s/n 396-1175; miejsce startu: Pacific Missile Range (LC 1-1), USA
Ładunek: Corona 77; Uwagi: start nieudany
15. 27 kwietnia 1964, 23:23 GMT; s/n 395-1604; miejsce startu: Vandenberg (LC 75-3-4), USA
Ładunek: CORONA 1005; Uwagi: start udany
16. 4 czerwca 1964, 22:59 GMT; s/n 403-1176; miejsce startu: Pacific Missile Range (LC 1-1), USA
Ładunek: CORONA 1006; Uwagi: start udany
17. 13 czerwca 1964, 15:47 GMT; s/n 408-1606; miejsce startu: Vandenberg (LC 75-1-2), USA
Ładunek: CORONA 9065A, Starflash 1A; Uwagi: start udany
18. 19 czerwca 1964, 23:18 GMT; s/n 410-1609; miejsce startu: Vandenberg (LC 75-1-2), USA
Ładunek: CORONA 1007; Uwagi: start udany
19. 2 lipca 1964, 23:59:56 GMT; s/n 409-2315; miejsce startu: Vandenberg (LC 75-3-5), USA
Ładunek: OPS 3395; Uwagi: start udany
20. 10 lipca 1964, 23:15 GMT; s/n 404-1177; miejsce startu: Pacific Missile Range (LC 1-1), USA
Ładunek: CORONA 1008; Uwagi: start udany
21. 5 sierpnia 1964, 23:15:35 GMT; s/n 413-1605; miejsce startu: Vandenberg (LC 75-3-4), USA
Ładunek: CORONA 1009; Uwagi: start udany
22. 21 sierpnia 1964, 15:45 GMT; s/n 412-1603; miejsce startu: Vandenberg (LC 75-1-2), USA
Ładunek: CORONA 9066A, Starflash 1B; Uwagi: start udany
23. 14 września 1964, 22:53 GMT; s/n 405-1178; miejsce startu: Vandenberg (PALC 1-1), USA
Ładunek: CORONA 1010; Uwagi: start udany
24. 5 października 1964, 21:50:14 GMT; s/n 421-1170; miejsce startu: Vandenberg (LC 75-3-4), USA
Ładunek: CORONA 1011; Uwagi: start udany – Agena D w wersji SS-01A
25. 17 października 1964, 22:02:23 GMT; s/n 418-1179; miejsce startu: Vandenberg (PALC  1-1), USA
Ładunek: CORONA 1012; Uwagi: start udany – Agena D w wersji SS-01A
26. 2 listopada 1964, 21:30:20 GMT; s/n 420-1173; miejsce startu: Vandenberg (LC 75-3-4), USA
Ładunek: CORONA 1013; Uwagi: start udany – Agena D w wersji SS-01A
27. 4 listopada 1964, 02:12:11 GMT; s/n 430-2317; miejsce startu: Vandenberg (LC 75-3-5), USA
Ładunek: Ferret 7; Uwagi: start udany – Agena D w wersji SS-01A
28. 18 listopada 1964, 20:35:54 GMT; s/n 416-1180; miejsce startu: Vandenberg (LC 75-1-1), USA
Ładunek: CORONA 1014, ORBIS; Uwagi: start udany – Agena D w wersji SS-01A
29. 19 grudnia 1964, 21:10:16 GMT; s/n 424-1607; miejsce startu: Vandenberg (LC 75-3-4), USA
Ładunek: CORONA 1015; Uwagi: start udany – Agena D w wersji SS-01A
30. 21 grudnia 1964, 19:08 GMT; s/n 425-2355; miejsce startu: Vandenberg (LC 75-1-1), USA
Ładunek: QUILL; Uwagi: start udany – Agena D w wersji SS-01A
31. 15 stycznia 1965, 21:00:44 GMT; s/n 414-1608; miejsce startu: Vandenberg (LC 75-3-5), USA
Ładunek: CORONA 1016; Uwagi: start udany – Agena D w wersji SS-01A
32. 25 lutego 1965, 21:44:55 GMT; s/n 432-1611; miejsce startu: Vandenberg (PALC 1-1), USA
Ładunek: CORONA 1017; Uwagi: start udany – Agena D w wersji SS-01B
33. 25 marca 1965, 21:11:17 GMT; s/n 429-1612; miejsce startu: Vandenberg (LC 75-3-4), USA
Ładunek: CORONA 1018; Uwagi: start udany – Agena D w wersji SS-01B
34. 29 kwietnia 1965, 21:44:56 GMT; s/n 437-1614; miejsce startu: Vandenberg (PALC 1-1), USA
Ładunek: CORONA 1019; Uwagi: start udany – Agena D w wersji SS-01B
35. 18 maja 1965, 18:02:18 GMT; s/n 438-1615; miejsce startu: Vandenberg (LC 75-3-4), USA
Ładunek: CORONA 1021; Uwagi: start udany – Agena D w wersji SS-01B
36. 9 czerwca 1965, 21:58:16 GMT; s/n 444-1613; miejsce startu: Vandenberg (LC 75-3-5), USA
Ładunek: CORONA 1020; Uwagi: start udany – Agena D w wersji SS-01B
37. 17 lipca 1965, 05:55:01 GMT; s/n 422-2702; miejsce startu: Vandenberg (LC 75-1-2), USA
Ładunek: OPS 8411; Uwagi: start udany – Agena D w wersji SS-01B
38. 19 lipca 1965, 22:01:12 GMT; s/n 446-1617; miejsce startu: Vandenberg (PALC 1-1), USA
Ładunek: CORONA 1022; Uwagi: start udany – Agena D w wersji SS-01B
39. 17 sierpnia 1965, 20:59:57 GMT; s/n 449-1618; miejsce startu: Vandenberg (PALC 1-1), USA
Ładunek: CORONA 1023; Uwagi: start udany – Agena D w wersji SS-01B
40. 22 września 1965, 21:31:14 GMT; s/n 458-1619; miejsce startu: Vandenberg (PALC 1-1), USA
Ładunek: CORONA 1024; Uwagi: start udany – Agena D w wersji SS-01B
41. 5 października 1965, 17:45:57 GMT; s/n 433-1616; miejsce startu: Vandenberg (LC 75-3-5), USA
Ładunek: CORONA 1025; Uwagi: start udany – Agena D w wersji SS-01B
42. 14 października 1965, 13:11:55 GMT; s/n 435 (TA4)-(1?)680; miejsce startu: Vandenberg (LC 75-1-1), USA
Ładunek: OGO 2; Uwagi: start udany – Agena D w wersji SS-01B
43. 28 października 1965, 21:17:12 GMT; s/n 439-1620; miejsce startu: Vandenberg (PALC  1-1), USA
Ładunek: CORONA 1026; Uwagi: start udany – Agena D w wersji SS-01B
44. 9 grudnia 1965, 21:10:19 GMT; s/n 448-1621; miejsce startu: Vandenberg (LC 75-3-5), USA
Ładunek: CORONA 1027; Uwagi: start udany – Agena D w wersji SS-01B
45. 24 grudnia 1965, 21:06:15 GMT; s/n 451-1610; miejsce startu: Vandenberg (LC 75-3-4), USA
Ładunek: CORONA 1028; Uwagi: start udany – Agena D w wersji SS-01B
46. 2 lutego 1966, 21:32:13 GMT; s/n 450-1623; miejsce startu: Vandenberg (PALC 1-1), USA
Ładunek: CORONA 1029; Uwagi: start udany – Agena D w wersji SS-01B
47. 9 lutego 1966, 19:45:01 GMT; s/n 428-2703; miejsce startu: Vandenberg (LC 75-1-2), USA
Ładunek: Ferret 8; Uwagi: start udany – Agena D w wersji SS-01B
48. 9 marca 1966, 22:02:03 GMT; s/n 452-1622; miejsce startu: Vandenberg (LC 75-3-4), USA
Ładunek: CORONA 1030; Uwagi: start udany – Agena D w wersji SS-01B
49. 7 kwietnia 1966, 22:02:55 GMT; s/n 474-1627; miejsce startu: Vandenberg (PALC 1-1), USA
Ładunek: CORONA 1031; Uwagi: start udany – Agena D w wersji SS-01B
50. 3 maja 1966, 19:25:25 GMT; s/n 474-1627; miejsce startu: Vandenberg (LC 75-3-5), USA
Ładunek: CORONA 1032; Uwagi: start nieudany – Agena D w wersji SS-01B
51. 24 maja 1966, 02:00:33 GMT; s/n 469-1630; miejsce startu: Vandenberg (PALC 1-1), USA
Ładunek: CORONA 1033; Uwagi: start udany – Agena D w wersji SS-01B
52. 21 czerwca 1966, 21:31:30 GMT; s/n 466-1626; miejsce startu: Vandenberg (LC 75-3-5), USA
Ładunek: CORONA 1034; Uwagi: start udany – Agena D w wersji SS-01B
53. 24 czerwca 1966, 00:12:02 GMT; s/n 474(TA7)-(1?)631; miejsce startu: Vandenberg (LC 75-1-1), USA
Ładunek: PAGEOS 1; Uwagi: start udany – Agena D w wersji SS-01B
54. 20 września 1966, 21:14:05 GMT; s/n 477-1628; miejsce startu: Vandenberg (SLC3W), USA
Ładunek: CORONA 1035; Uwagi: start udany – Agena D w wersji SS-01B
55. 29 grudnia 1966, 12:00:06 GMT; s/n 459-2731; miejsce startu: Vandenberg (SLC2W), USA
Ładunek: OPS 1584; Uwagi: start udany – Agena D w wersji SS-01B
56. 14 stycznia 1967, 21:28:21 GMT; s/n 495-1629; miejsce startu: Vandenberg (SLC3W), USA
Ładunek: CORONA 1038; Uwagi: start udany – Agena D w wersji SS-01B
57. 22 lutego 1967, 22:02:15 GMT; s/n 493-1635; miejsce startu: Vandenberg (SLC3W), USA
Ładunek: CORONA 1039; Uwagi: start udany – Agena D w wersji SS-01B
58. 30 marca 1967, 18:54:23 GMT; s/n 501-1636; miejsce startu: Vandenberg (SLC3W), USA
Ładunek: CORONA 1040; Uwagi: start udany – Agena D w wersji SS-01B
59. 25 lipca 1967, 03:48:10 GMT; s/n 496-2732; miejsce startu: Vandenberg (SLC2W), USA
Ładunek: OPS 1879; Uwagi: start udany – Agena D w wersji SS-01B
60. 28 lipca 1967, 14:21:07 GMT; s/n 478(TA8)-(1?)680; miejsce startu: Vandenberg (SLC2E), USA
Ładunek: OGO 4; Uwagi: start udany – Agena D w wersji SS-01B
61. 17 stycznia 1968, 10:12 GMT; s/n 498-2733; miejsce startu: Vandenberg (SLC2W), USA
Ładunek: OPS 1965; Uwagi: start udany – Agena D w wersji SS-01B

## Thor SLV-2 Agena D
Thor SLV-2 Agena D – najrzadziej używany wariant rakiety Thor Agena D. Posiadał zmodyfikowany człon główny. Od pozostałych wariantów odróżniała go mniejsza wysokość.

### Chronologia startów
1. 29 sierpnia 1963, 20:31 GMT; s/n 394-1169; miejsce startu: Vandenberg (LC 75-3-5), USA
Ładunek: Corona 70, LAMPO; Uwagi: start udany
2. 9 listopada 1963, 20:27:54 GMT; s/n 394-1169; miejsce startu: Vandenberg (LC 75-1-2), USA
Ładunek: Corona 73; Uwagi: start nieudany
3. 27 listopada 1963, 21:15 GMT; s/n 406-1172; miejsce startu: Pacific Missile Range (LC 1-1), USA
Ładunek: Corona 74; Uwagi: start udany. Misja nieudana – kapsuła powrotna oddzieliła się od statku, ale pozostała na orbicie.
4. 19 stycznia 1964, 10:59:54 GMT; s/n 384-2303; miejsce startu: Vandenberg (LC 75-1-2), USA
Ładunek: P35-6, P35-7; Uwagi: start udany
5. 18 czerwca 1964, 04:56:08 GMT; s/n 407-2304; miejsce startu: Vandenberg (LC 75-3-4), USA
Ładunek: Corona 79; Uwagi: start udany
6. 9 marca 1965, 18:29:47 GMT; s/n 419-2701; miejsce startu: Vandenberg (LC 75-1-2), USA
Ładunek: SECOR 3, GGSE 2, GGSE 3, Solrad 6B, Solrad 7B, Dodecapole 1, OSCAR 3, SURCAL 4 (SURCAL 2B); Uwagi: start udany – Agena D w wersji SS-01A
7. 2 września 1965, 20:00:16 GMT; s/n 401-1602; miejsce startu: Vandenberg (LC 75-3-5), USA
Ładunek: Starfish Radiation 2, SHIP; Uwagi: start nieudany – Agena D w wersji SS-01A; rakietę i ładunek zniszczono ze względów bezpieczeństwa
8. 31 maja 1967, 09:30:48 GMT; s/n 443-2704; miejsce startu: Vandenberg (SLC2W), USA
Ładunek: Calsphere 3, Calsphere 4, GGSE 4, GGSE 5, Timation 1, POPPY 5A, POPPY 5B, SURCAL 150B; Uwagi: start udany – Agena D w wersji SS-01B